# 沙托丹城堡
沙托丹城堡（Château de Châteaudun）是一座法国城堡，位于厄尔-卢瓦省沙托丹，俯瞰着卢瓦尔河。

## 历史
沙托丹城堡建于12-16世纪。
布卢瓦伯爵西奥博尔德五世在1170年左右建造了城堡主樓。小堂（Sainte-Chapelle）建于1451-1493年。咏经席建于1451年至1454年，中殿建于1460年至1464年。西楼建于1459年至1468年。北楼建于1469年至1491年。钟楼建于1493年。

## 现状
城堡包括：

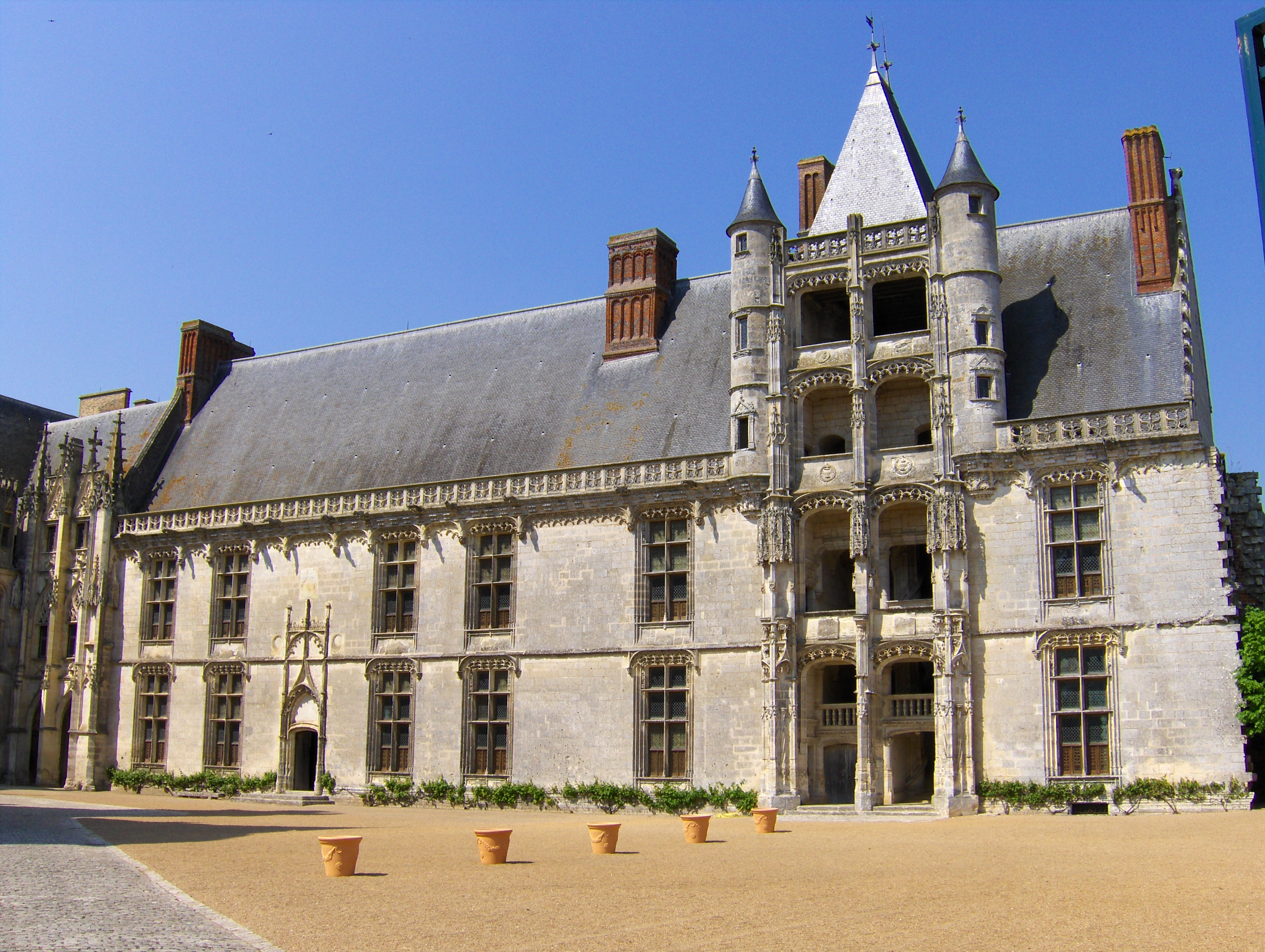
The Longueville wing of the château

- 城堡主樓建于12世纪，高42米，直径17米
- 小堂，建于15世纪，法国现存的七座圣礼拜堂之一
- 西楼，建于15世纪
- 北楼，建于15世纪末

1918年7月6日，沙托丹城堡列为法国历史遗迹。